# 1514 год в науке
В 1514 году произошли различные научные и технологические события, некоторые из которых представлены ниже.

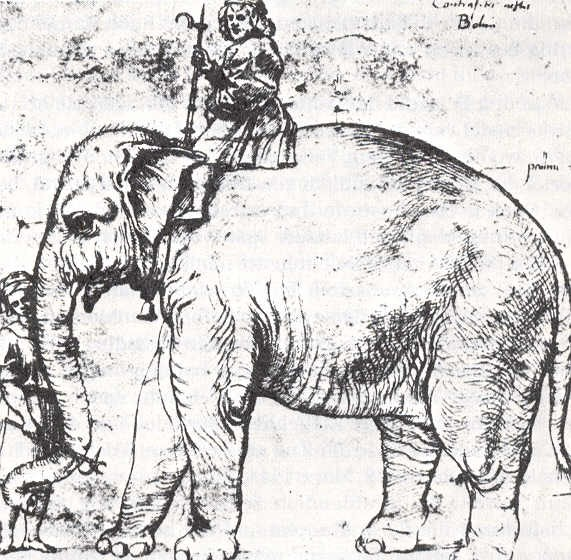
Белый слон Ханно

## События
- В римском Бельведерском дворце, под патронажем папы Льва X, были поселены:
  - Леонардо да Винчи;
  - белый азиатский слон Ханно, подарок от португальского короля Мануэла I. Слон, любимец папы, занимал отдельное здание в дворцовом саду, увековечен на рисунке Рафаэля

## Публикации
- Иоганн Вернер опубликовал «Nova Translatio Primi Libri Geographicae Cl. Ptolomaei» — перевод '«'Географии» Клавдия Птолемея, с картами в проекции Вернера[1].
- Шарль де Бовель: «L'art et science de Geométrie»,

## Родились
См. также: Категория:Родившиеся в 1514 году
- 8 февраля : Даниэле Барбаро, итальянский учёный (специалист в области архитектуры, математики и оптики), поэт, философ-гуманист, дипломат. Наиболее известен как переводчик и комментатор трактата древнеримского архитектора Марка Витрувия Поллиона «Десять книг об архитектуре» (умер в 1570 году).
- 16 февраля — Георг Иоахим фон Ретик,  немецкий математик и астроном, ученик Николая Коперника (умер в 1574 году).
- 31 декабря — Андреас Везалий, фламандский анатом, «отец современной анатомии» (умер в 1564 году).
- Эрнандес де Толедо, Франсиско, испанский натуралист и королевский врач; описал более трёх тысяч мексиканских растений (умер в 1587 году).
- Ипполит Сальвиани, итальянский врач, зоолог и  ботаник (умер в 1572 году).

## Скончались
См. также: Категория:Умершие в 1514 году
- 28 ноября — Хартман Шедель,  немецкий учёный-гуманист, медик, историк и картограф (род. в 1440 году),